# Teilzahlungsbank
Teilzahlungsbanken sind Spezialbanken, deren Schwerpunkt im kurz- und mittelfristigen Kreditgeschäft mit Verbrauchern liegt. 

## Geschichte
Die erste Teilzahlungsbank entstand im Jahre 1905 in den USA mit der Mercantile Credit Co., die sich mit der Übertragung von Außenständen gegen Deckung befasste. Erste klassische Teilzahlungsbank war die am 30. August 1926 in Königsberg von Walter Kaminsky und 20 Einzelhändlern gegründete Kundenkreditbank. Es folgte am 1. September 1926 die mit dem Berliner Warenhaus Hermann Tietz zusammenarbeitende Kaufkredit GmbH, die sich mit der Konsumentenfinanzierung befasste. Am 23. November 1926 begann mit der Warenkredit-Gesellschaft des Hamburger Einzelhandels die erste genossenschaftliche Teilzahlungsgesellschaft. Die Kundenkreditbank verlegte im März 1935 ihren Sitz nach Düsseldorf und änderte ihre Rechtsform in eine KGaA. 
Eine neue Situation entstand für die Teilzahlungsbanken nach der Währungsreform im Juni 1948 und in der Folgezeit, als sich für sie wieder ein breites Betätigungsfeld eröffnete. Das Warenangebot erhöhte sich schlagartig, und um Güter zu verkaufen, mussten die Verkäufer vielfach Teilzahlungsmöglichkeiten anbieten. Die Arbeitsgemeinschaft genossenschaftlicher Teilzahlungsbanken e. V. wurde am 9. September 1950 von 12 genossenschaftlichen Teilzahlungsbanken gegründet. Trotz ihrer Erfolge mussten die Teilzahlungsbanken im aufkommenden Konsumkreditgeschäft bis 1971 beträchtliche Marktanteile an Sparkassen und Großbanken abgeben und haben ihre führende Stellung an die Sparkassen verloren.
Die inzwischen zur größten Teilzahlungsbank aufgestiegene Kundenkreditbank gab im Rahmen des Einlagengeschäfts Sparschuldverschreibungen heraus und eröffnete ab April 1970 Lohn- und Gehaltskonten. Sie wurde 1973 von der heutigen Citigroup zunächst zu 56 % übernommen und in KKB Kundenkreditbank – Deutsche Haushaltsbank KGaA umfirmiert. Nachdem 2008 die Crédit Mutuel die Anteile erwarb, benannte sie die Kundenkreditbank im September 2010 in Targobank um. Die Kundenkreditbank, Noris Verbraucherbank und CC-Bank verfügten 1981 über 40 % aller Zweigstellen der Teilzahlungsbanken.
Inzwischen traf die Rechtsprechung des Bundesgerichtshofs (BGH) zur Sittenwidrigkeit überhöhter Kreditzinsen in Konsumkreditverträgen ab November 1978 die Teilzahlungsbanken hart. In diesem Zusammenhang behauptete Hans Giger 1984 sogar, die Rechtsfindungspraxis des BGH habe ab 1978 „den Teilzahlungsbanken faktisch die Daseinsberechtigung entzogen“. Teilzahlungsbanken bevorzugten dem BGH zufolge aus „meta-ökonomischen Gründen“ Kunden, denen „trotz aller Aufklärungsbemühungen ein Zinsvergleich ein ‚Buch mit sieben Siegeln‘ ist“.

## Aufgaben
Teilzahlungsbanken sind ein Instrument der Absatzfinanzierung. Ihr klassischer Schwerpunkt ist im Rahmen des Teilzahlungsgeschäfts der Konsumkredit, doch lässt sich in den letzten Jahren eine Verlagerung zum gewerblichen Ratenkredit erkennen. Guido Eilenberger unterscheidet im zitierten Buch fünf Grundtypen der Teilzahlungsbanken:
1. Absatzkreditbank für Privathaushalte,
2. Kreditbank für Privathaushalte,
3. Universalbank für Privathaushalte,
4. Absatz- und Investitionskreditbank für gewerbliche Kreditnehmer und
5. Autobanken

Sie pflegen sowohl die direkte Kundenfinanzierung zum Endverbraucher als auch die indirekte Kundenfinanzierung. Bei letzterer ist der Lieferant in die Kreditsachbearbeitung eingeschaltet und stellt die Verbindung zur Teilzahlungsbank her. Daneben bieten sie Leasing, Factoring und Mietkauf an. 
Die Teilzahlungsinstitute entwickelten in ihrer Frühzeit eine ABC-Unterteilung. Beim A-Geschäft gibt es einen unmittelbaren Kundenkontakt. Nach dem „Königsberger System“ wurden hierbei von der Teilzahlungsbank „Warenschecks“ ausgestellt, dem Kreditnehmer ausgehändigt und wurden von diesem an ein Vertragsunternehmen weitergeleitet. Hauptfall des drittfinanzierten Teilzahlungsgeschäfts ist das B-Geschäft, bei dem der Händler zwischen der Bank und dem Käufer einen Kreditvertrag vermittelt und der Händler die Mithaftung übernimmt. Beim C-Geschäft stellte der Händler Wechsel aus, die der Käufer als Bezogener akzeptierte und dann vom Händler bei der Teilzahlungsbank diskontiert wurden. Da die Bundesbank seit Januar 1998 keine Wechsel mehr rediskontiert, hat dieses Geschäft keine Bedeutung mehr.

## Rechtsgrundlagen
Das Kreditwesengesetz (KWG) kennt den Begriff der Teilzahlungsbanken nicht. Sie betreiben nach § 1 Abs. 1 Nr. 2 KWG das Kreditgeschäft, bei einer Volllizenz nehmen sie zusätzlich im Rahmen des Einlagengeschäfts fremde Gelder des Publikums nach § 1 Abs. 1 Nr. 1 KWG an. Sie gehören damit zu den CRR-Kreditinstituten im Sinne des § 1 Abs. 3d KWG. 
In der Bankenstatistik der Bundesbank gab es bis November 1986 ein eigenständiges Teilaggregat „Teilzahlungsbanken“, zu dem 1961 noch 235 meldende Institute gehörten. Ihre Zahl schmolz 1987 auf 89 Institute. Die Gruppe der Teilzahlungsbanken wird seit 31. Dezember 1986 entsprechend den Rechtsformen in den Bankengruppen „Regionalbanken und sonstige Kreditbanken“ sowie „Kreditgenossenschaften“ geführt. Im Jahr 2014 hatten die Teilzahlungsbanken nach Angaben ihres Branchenverbandes Bankenfachverband Kredite in Höhe von mehr als 150 Mrd. Euro an Verbraucher und Unternehmen und 57 Prozent der Ratenkredite ausgeliehen.

## Bankbetriebliche Aspekte
Als Spezialbanken misst die Bankbetriebslehre diesem Banktyp bei gleicher Betriebsgröße in der Regel ein höheres Unternehmerrisiko bei als Universalbanken, weil letztere durch ihr breiteres Produkt- und Kundenspektrum volkswirtschaftliche Risiken besser verarbeiten können. Die einseitige Konzentration der Spezialbanken auf bestimmte Bankgeschäfte und/oder Kunden lässt die erforderliche Diversifikation und Streuung der Risiken vermissen, es fehlt meist an Granularität bei gleichzeitiger Gefahr von Klumpenrisiken. Das gilt insbesondere für das vorhandene Kreditportfolio. Spezialbanken können auf Marktveränderungen unter Umständen nicht reagieren, insbesondere wenn ihr Geschäftszweck kraft Gesetzes eingeschränkt ist. Spezialbanken erwiesen sich als „Krisenherde“, da eine „erhebliche Koinzidenz zwischen Finanzkrisen und dem Trennbankensystem“ besteht. Da Teilzahlungsbanken ausschließlich Konsumenten als Kreditnehmer und Konsumkredite mit hoher positiver Korrelation zum Kaufverhalten und zur Konjunktur aufweisen, ist ein Risikoausgleich durch andere Kreditnehmergruppen und Branchen nicht möglich.
Teilzahlungsbanken, die nicht mit größeren Unternehmen als „offene“ Konzernbanken in der Konsumfinanzierung verbunden sind, neigen dazu, Kredite auch an Kunden zu vergeben, die üblicherweise bei einer Sparkasse oder Geschäftsbank keinen Kredit bekommen bzw. bekommen würden. Die Kreditvergabe ist – im Rahmen eines Kleinkredits – bei Teilzahlungsbanken an weniger strenge Auflagen geknüpft. Dies muss bei der Kreditvergabe allerdings in der Regel mit erheblichen Zinsaufschlägen teuer erkauft werden.
Teilzahlungsbanken versuchen deshalb durch Verlagerung auf das gewerbliche Kreditgeschäft eine Diversifizierung des Risikos zu erreichen. Seit 1970 können sie ein Vollkonzession erwerben und dürfen dann auch das Einlagengeschäft betreiben, um die Refinanzierungskosten zu senken. Das Schwergewicht ihrer Refinanzierung liegt meistens jedoch bei Interbankkrediten. Der höhere Kreditzins für Teilzahlungskredite liegt einerseits am höheren Kreditrisiko und andererseits an den höheren Refinanzierungskosten, weil als wesentliche Refinanzierungsquelle der teurere Sekundärmarkt zur Verfügung steht.